# 北部方面警務隊
北部方面警務隊（ほくぶほうめんけいむたい、JGSDF Northern Army Military police Group）は、陸上自衛隊札幌駐屯地（北海道札幌市中央区）に駐屯する警務隊隷下の警務科部隊である。

## 概要
隊長は1等陸佐（二）が充てられ、方面隊管内を地区警務隊単位に区分し、そこから更に派遣隊およびその連絡班として分派され、警務職務を任務とする。

## 沿革
- 1954年（昭和29年）9月25日：北部方面警務隊が編成完結。
- 1960年（昭和35年）1月14日：方面管区制施行による改編。

1. 第101地区警務隊（札幌駐屯地）・第380警務隊（旭川駐屯地）・第381警務隊（帯広駐屯地）が編成完結。
2. 第2管区・第5管区・第7混成団各警務隊本部、10個警務分遣隊が廃止。
3. 第305（函館駐屯地）・第307（幌別駐屯地）・第327（名寄駐屯地）・第328（滝川駐屯地）・第354（美幌駐屯地）・第355（釧路駐屯地）各警務隊が改編。

- 1973年（昭和48年）3月27日：警務隊改編（駐屯地警務隊を廃止し、師団警備地域に対応する地区警務隊に改編）。

1. 北部方面警務隊本部および第101地区警務隊（第11師団：真駒内駐屯地）が改編。
2. 第106（第2師団：旭川駐屯地）・第107（第5師団：帯広駐屯地）・第108（第7師団：東千歳駐屯地）地区警務隊が新編。
3. 第305・第307・第327・第328・第354・第355・第380・第381各警務隊が廃止。

- 2008年（平成20年）3月26日：警務隊改編。

1. 第101・第106・第107・第108地区警務隊を廃止し、第119（旭川駐屯地）・第120（真駒内駐屯地）・第121（帯広駐屯地）・第122（東千歳駐屯地）地区警務隊に改編。
2. 北部方面総監直轄部隊たる第301保安中隊を第301保安警務中隊として編合。

## 部隊編成
- 北部方面警務隊本部（札幌駐屯地）
- 第120地区警務隊「120警」（真駒内駐屯地）：第11旅団（石狩振興局北部と中部・空知総合振興局南部・後志総合振興局・渡島総合振興局および檜山振興局）管内を担当
- 第119地区警務隊「119警」（旭川駐屯地）：第2師団（上川総合振興局・空知総合振興局北部・オホーツク総合振興局北部留萌振興局および宗谷総合振興局）管内を担当
- 第121地区警務隊「121警」（帯広駐屯地）：第5旅団（十勝総合振興局・オホーツク総合振興局南部・釧路総合振興局および根室振興局）管内を担当
- 第122地区警務隊「122警」（東千歳駐屯地）：第7師団（石狩振興局南部・胆振総合振興局および日高振興局）管内を担当
- 第301保安警務中隊「301保警」（札幌駐屯地）

## 主要幹部
| 官職名           | 階級          | 氏名     | 補職発令日     | 前職             |
| ---------------- | ------------- | -------- | -------------- | ---------------- |
| 北部方面警務隊長 | 1等陸佐（二） | 五箇久義 | 2024年03月18日 | 東北方面警務隊長 |
| 副隊長           | 2等陸佐       | 東慎二   | 2018年08月01日 | 警務隊勤務       |

| 代 | 氏名                 | 在職期間                                                    | 前職                                  | 後職                                 |
| -- | -------------------- | ----------------------------------------------------------- | ------------------------------------- | ------------------------------------ |
| 01 | 遠藤正 （2等陸佐）   | 1954年09月25日 - 1956年07月31日                             |                                       | 自衛隊函館地方連絡部長               |
| 02 | 山内憲保 （2等陸佐） | 1956年08月01日 - 1963年02月00日                             | 第2管区総監部警務課長心得             |                                      |
| 03 | 加藤清信 （2等陸佐） | 1963年03月16日 - 1964年03月15日                             | 第102地区警務隊長                     | 北部方面総監部警務課長               |
| 04 | 斉藤純一 （2等陸佐） | 1964年03月16日 - 1966年03月15日                             | 陸上自衛隊業務学校                    | 陸上自衛隊幹部学校付                 |
| 05 | 近藤淳一 （2等陸佐） | 1966年03月16日 - 1969年07月15日                             | 北部方面警務隊副隊長                  | 北部方面総監部警務課長               |
| 06 | 丸山豪               | 1969年07月16日 - 1970年07月15日 ※1970年01月01日 1等陸佐昇任 | 陸上自衛隊業務学校 （2等陸佐）        | 北部方面総監部警務課長               |
| 07 | 上妻正春             | 1970年07月16日 - 1972年07月31日                             | 陸上幕僚監部警務課企画班長            | 西部方面総監部警務課長               |
| 08 | 安川芳雄             | 1972年08月01日 - 1974年07月15日 ※1973年07月01日 1等陸佐昇任 | 警務隊本部勤務 （2等陸佐）            | 東北方面総監部警務課長               |
| 09 | 本多武司             | 1974年07月16日 - 1976年03月15日 ※1976年01月01日 1等陸佐昇任 | 北部方面警務隊副隊長 （2等陸佐）      | 陸上幕僚監部法務課法務班長           |
| 10 | 五十嵐宏             | 1976年03月16日 - 1978年01月09日 ※1976年07月01日 1等陸佐昇任 | 北部方面警務隊副隊長 （2等陸佐）      | 自衛隊群馬地方連絡部長               |
| 11 | 大坂秀雄             | 1978年01月10日 - 1980年07月31日                             | 北部方面総監部警務課長                | 札幌駐とん地業務隊長                 |
| 12 | 藤本義人             | 1980年08月01日 - 1982年03月15日                             | 陸上幕僚監部付                        | 陸上幕僚監部調査部調査第1課 企画班長 |
| 13 | 小池忠男             | 1982年03月16日 - 1984年07月31日                             | 陸上幕僚監部監理部法務課賠償班長      | 陸上自衛隊幹部学校研究員             |
| 14 | 武蔵野正明           | 1984年08月01日 - 1987年03月15日                             | 北部方面警務隊副隊長                  | 陸上自衛隊業務学校研究員             |
| 15 | 厚井高明             | 1987年03月16日 - 1989年07月31日                             | 警務隊本部企画訓練科長                | 陸上自衛隊業務学校警務教育部長       |
| 16 | 福岡英俊             | 1989年08月01日 - 1992年06月15日                             | 陸上幕僚監部人事部警務課警務班長      | 東部方面警務隊長                     |
| 17 | 藤巻富久夫           | 1992年06月16日 - 1995年06月29日                             | 陸上幕僚監部人事部警務課警務班長      | 陸上幕僚監部人事部警務課長           |
| 18 | 山原建治             | 1995年06月30日 - 1997年03月25日                             | 陸上自衛隊業務学校警務教育部長        | 警務隊副隊長                         |
| 19 | 吉良節               | 1997年03月26日 - 2000年04月27日                             | 陸上自衛隊幹部学校学校教官            | 警務隊副隊長                         |
| 20 | 乗安充和             | 2000年04月28日 - 2001年07月31日                             | 西部方面警務隊長                      | 警務隊本部勤務                       |
| 21 | 加瀨静夫             | 2001年08月01日 - 2003年06月30日                             | 自衛隊愛媛地方連絡部長                | 警務隊副隊長                         |
| 22 | 相澤傑               | 2003年07月01日 - 2005年12月04日                             | 陸上自衛隊幹部学校学校教官            | 警務隊副隊長                         |
| 23 | 長谷川孝幸           | 2005年12月05日 - 2007年04月19日                             | 上富良野駐屯地業務隊長                | 警務隊副隊長                         |
| 24 | 竹迫退介             | 2007年04月20日 - 2009年03月31日                             | 陸上自衛隊研究本部研究員              | 情報本部                             |
| 25 | 勝井省二             | 2009年04月01日 - 2011年07月31日                             | 陸上幕僚監部人事部厚生課 家族支援班長 | 中部方面総監部法務官                 |
| 26 | 檀上正樹             | 2011年08月01日 - 2014年08月04日                             | 陸上幕僚監部副警務管理官              | 北部方面総監部情報部長               |
| 27 | 今井孝行             | 2014年08月05日 - 2015年11月30日                             | 東部方面総監部法務官                  | 警務隊副隊長                         |
| 28 | 大西延昌             | 2015年12月01日 - 2018年12月19日                             | 中央警務隊長                          | 陸上自衛隊小平学校警務科部長         |
| 29 | 國場進               | 2018年12月20日 - 2021年07月31日                             | 中部方面警務隊長                      | 第15旅団司令部付                     |
| 30 | 三輪泰輔             | 2021年08月01日 - 2024年03月17日                             | 中部方面総監部人事部人事課長          | 西部方面総監部法務官                 |
| 31 | 五箇久義             | 2024年03月18日 -                                            | 東北方面警務隊長                      |                                      |

## 主要装備
- 73式小型トラック / 1/2tトラック
- 73式中型トラック / 1 1/2tトラック
- 業務車4号
- 乗用車 (陸上自衛隊用)（覆面パトカー型）
- 業務トラック
- ホンダ・VFR40
- ホンダ・CB400SF
- 64式7.62mm小銃
- 9mm拳銃
- 12.7mm重機関銃M2